# Chinees Taipei op de Olympische Zomerspelen 2024
Chinees Taipei nam deel aan de Olympische Zomerspelen 2024 in Parijs, Frankrijk.

## Medailleoverzicht
| Medaille | Naam                  | Sport         | Onderdeel                | Datum            |
| -------- | --------------------- | ------------- | ------------------------ | ---------------- |
| Goud     | Lee Yang Wang Chi-lin | Badminton     | Dubbelspel (m)           | 4 augustus 2024  |
| Goud     | Lin Yu-ting           | Boksen        | Vedergewicht -57 kg (v)  | 10 augustus 2024 |
|          |                       |               |                          |                  |
| Brons    | Lee Meng-yuan         | Schietsport   | Skeet (m)                | 3 augustus 2024  |
| Brons    | Wu Shih-yi            | Boksen        | Lichtgewicht -60 kg (v)  | 3 augustus 2024  |
| Brons    | Tang Chia-hung        | Turnen        | Rekstok (m)              | 5 augustus 2024  |
| Brons    | Chen Nien-chin        | Boksen        | Weltergewicht -66 kg (m) | 6 augustus 2024  |
| Brons    | Kuo Hsing-chun        | Gewichtheffen | Licht -59 kg (v)         | 8 augustus 2024  |

## Aantal deelnemers
Hieronder volgt een overzicht van de atleten die zich kwalificeerden voor de Olympische Zomerspelen van 2024.
| Sport         | Mannen | Vrouwen | Totaal |
| ------------- | ------ | ------- | ------ |
| Atletiek      | 3      | 1       | 4      |
| Badminton     | 4      | 2       | 6      |
| Boksen        | 2      | 4       | 6      |
| Boogschieten  | 3      | 3       | 6      |
| Breakdance    | 1      | 0       | 1      |
| Gewichtheffen | 0      | 3       | 3      |
| Golf          | 2      | 2       | 4      |
| Gymnastiek    | 1      | 1       | 2      |
| Judo          | 1      | 2       | 3      |
| Kanovaren     | 2      | 1       | 3      |
| Schermen      | 1      | 0       | 1      |
| Schietsport   | 2      | 6       | 8      |
| Taekwondo     | 0      | 1       | 1      |
| Tafeltennis   | 3      | 3       | 6      |
| Tennis        | 0      | 4       | 4      |
| Zwemmen       | 1      | 1       | 2      |
| Totaal        | 26     | 34      | 60     |

## Deelnemers en resultaten

### Atletiek

#### Loopnummers
Mannen
| Atleet         | Onderdeel    | Voorronde | Voorronde | Series | Series | Herkansingen   | Herkansingen   | Halve finale   | Halve finale   | Finale         | Finale         |
| Atleet         | Onderdeel    | Tijd      | Rang      | Tijd   | Rang   | Tijd           | Rang           | Tijd           | Rang           | Tijd           | Rang           |
| -------------- | ------------ | --------- | --------- | ------ | ------ | -------------- | -------------- | -------------- | -------------- | -------------- | -------------- |
| Yang Chun-han  | 200 m        | n.v.t.    | n.v.t.    | 20,83  | 6 H    | 20,73          | 3              | niet geplaatst | niet geplaatst | niet geplaatst | niet geplaatst |
| Peng Ming-yang | 400 m horden | n.v.t.    | n.v.t.    | DNF    | DNF    | niet geplaatst | niet geplaatst | niet geplaatst | niet geplaatst | niet geplaatst | niet geplaatst |

Vrouwen
| atleet      | onderdeel | voorronde | voorronde | series | series | herkansingen | herkansingen | halve finale   | halve finale   | finale         | finale         |
| atleet      | onderdeel | tijd      | rang      | tijd   | rang   | tijd         | rang         | tijd           | rang           | tijd           | rang           |
| ----------- | --------- | --------- | --------- | ------ | ------ | ------------ | ------------ | -------------- | -------------- | -------------- | -------------- |
| Zhang Bo-ya | 100 m     | 11,99     | 3 Q       | 11,88  | 9      | n.v.t.       | n.v.t.       | niet geplaatst | niet geplaatst | niet geplaatst | niet geplaatst |

#### Technische nummers
Mannen
| atleet      | onderdeel   | kwalificaties | kwalificaties | finale         | finale         |
| atleet      | onderdeel   | afstand       | rang          | afstand        | rang           |
| ----------- | ----------- | ------------- | ------------- | -------------- | -------------- |
| Lin Yu-tang | verspringen | 7,70 m        | 22            | niet geplaatst | niet geplaatst |

### Badminton
Mannen
| atleet                | onderdeel  | groepsfase               | groepsfase                 | groepsfase           | groepsfase           | groepsfase | eliminatie           | kwartfinale             | halve finale               | finale / BM              | finale / BM    |
| atleet                | onderdeel  | tegenstander uitslag     | tegenstander uitslag       | tegenstander uitslag | tegenstander uitslag | rang       | tegenstander uitslag | tegenstander uitslag    | tegenstander uitslag       | tegenstander uitslag     | rang           |
| --------------------- | ---------- | ------------------------ | -------------------------- | -------------------- | -------------------- | ---------- | -------------------- | ----------------------- | -------------------------- | ------------------------ | -------------- |
| Chou Tien-chen        | enkelspel  | Garrido W 2 - 0          | Lee W 2 - 0                | n.v.t.               | n.v.t.               | 1 Q        | Naraoka W 2 - 0      | Sen V 1 - 2             | niet geplaatst             | niet geplaatst           | niet geplaatst |
| Lee Yang Wang Chi-lin | dubbelspel | Hoki - Kabayashi W 2 - 0 | Astrup - Rasmussen W 2 - 1 | Chiu - Yuan W 2 - 0  | Liu Y - Ou X W 2 - 1 | 1 Q        | n.v.t.               | Jomkoh - Kedren W 2 - 0 | Astrup - Rasmussen W 2 - 1 | Liang W - Wang C W 2 - 1 | Goud           |

Vrouwen
| atleet       | onderdeel | groepsfase           | groepsfase           | groepsfase           | groepsfase | eliminatie           | kwartfinale          | halve finale         | finale / BM          | finale / BM    |
| atleet       | onderdeel | tegenstander uitslag | tegenstander uitslag | tegenstander uitslag | rang       | tegenstander uitslag | tegenstander uitslag | tegenstander uitslag | tegenstander uitslag | rang           |
| ------------ | --------- | -------------------- | -------------------- | -------------------- | ---------- | -------------------- | -------------------- | -------------------- | -------------------- | -------------- |
| Tai Tzu-ying | enkelspel | Tan W 2 - 0          | Intanon V 0 - 2      | n.v.t.               | 2          | niet geplaatst       | niet geplaatst       | niet geplaatst       | niet geplaatst       | niet geplaatst |

Gemengd
| atleet                    | onderdeel  | groepsfase           | groepsfase                   | groepsfase               | groepsfase | kwartfinale          | halve finale         | finale / BM          | finale / BM    |
| atleet                    | onderdeel  | tegenstander uitslag | tegenstander uitslag         | tegenstander uitslag     | rang       | tegenstander uitslag | tegenstander uitslag | tegenstander uitslag | rang           |
| ------------------------- | ---------- | -------------------- | ---------------------------- | ------------------------ | ---------- | -------------------- | -------------------- | -------------------- | -------------- |
| Ye Hong-wei Lee Chia-hsin | dubbelspel | Tang - Tse V 0 - 2   | Watanabe - Higashoni V 0 - 2 | Christiansen - Bøje W TT | 3          | niet geplaatst       | niet geplaatst       | niet geplaatst       | niet geplaatst |

### Boksen
Mannen
| atleet       | onderdeel     | eerste ronde         | tweede ronde         | kwartfinale          | halve finale         | finale               | rang           |
| atleet       | onderdeel     | tegenstander uitslag | tegenstander uitslag | tegenstander uitslag | tegenstander uitslag | tegenstander uitslag | rang           |
| ------------ | ------------- | -------------------- | -------------------- | -------------------- | -------------------- | -------------------- | -------------- |
| Lai Chu-en   | lichtgewicht  | bye                  | Bazarbayuly V 2 - 3  | niet geplaatst       | niet geplaatst       | niet geplaatst       | niet geplaatst |
| Kan Chia-wei | weltergewicht | bye                  | Jones V 0 - 5        | niet geplaatst       | niet geplaatst       | niet geplaatst       | niet geplaatst |

Vrouwen
| atlete          | onderdeel     | eerste ronde         | tweede ronde         | kwartfinale          | halve finale         | finale               | rang           |
| atlete          | onderdeel     | tegenstander uitslag | tegenstander uitslag | tegenstander uitslag | tegenstander uitslag | tegenstander uitslag | rang           |
| --------------- | ------------- | -------------------- | -------------------- | -------------------- | -------------------- | -------------------- | -------------- |
| Huang Hsiao-wen | bantamgewicht | Gojković W 5 - 0     | Petrova V 1 - 4      | niet geplaatst       | niet geplaatst       | niet geplaatst       | niet geplaatst |
| Lin Yu-ting     | vedergewicht  | bye                  | Turdibekova W 5 - 0  | Staneva W 5 - 0      | Yıldız W 5 - 0       | Szeremeta W 5 - 0    | Goud           |
| Wu Shih-yi      | lichtgewicht  | Oh Y-j W 5 - 0       | Ogunsemilore W DSQ   | Palacios W 4 - 1     | Yang W V 0 - 5       | niet geplaatst       | Brons          |
| Chen Nien-chin  | weltergewicht | Moronta W 4 - 1      | dos Santos W 5 - 0   | Khamidova W 5 - 0    | Yang L V 1 - 4       | niet geplaatst       | Brons          |

### Boogschieten
Mannen
| atleet                                    | onderdeel   | plaatsingsronde | plaatsingsronde | eerste ronde         | tweede ronde         | derde ronde              | kwartfinale          | halve finale         | finale / BM          | finale / BM    |
| atleet                                    | onderdeel   | score           | rang            | tegenstander uitslag | tegenstander uitslag | tegenstander uitslag     | tegenstander uitslag | tegenstander uitslag | tegenstander uitslag | rang           |
| ----------------------------------------- | ----------- | --------------- | --------------- | -------------------- | -------------------- | ------------------------ | -------------------- | -------------------- | -------------------- | -------------- |
| Tang Chih-chun                            | individueel | 665             | 25              | Pangestu W 7 - 1     | Gazoz V 2 - 6        | niet geplaatst           | niet geplaatst       | niet geplaatst       | niet geplaatst       | niet geplaatst |
| Tai Yu-hsuan                              | individueel | 665             | 24              | Tekoniemi W 6 - 0    | Chirault V 5 - 6     | niet geplaatst           | niet geplaatst       | niet geplaatst       | niet geplaatst       | niet geplaatst |
| Lin Zih-siang                             | individueel | 662             | 32              | Acha W 6 - 2         | Kim W-j V 0 - 6      | niet geplaatst           | niet geplaatst       | niet geplaatst       | niet geplaatst       | niet geplaatst |
| Tang Chih-chun Tai Yu-hsuan Lin Zih-siang | team        | 1992            | 5               | n.v.t.               | n.v.t.               | Groot-Brittannië W 6 - 0 | China V 1 - 5        | niet geplaatst       | niet geplaatst       | niet geplaatst |

Vrouwen
| atleet                                   | onderdeel   | plaatsingsronde | plaatsingsronde | eerste ronde         | tweede ronde         | derde ronde              | kwartfinale          | halve finale         | finale / BM          | finale / BM    |
| atleet                                   | onderdeel   | score           | rang            | tegenstander uitslag | tegenstander uitslag | tegenstander uitslag     | tegenstander uitslag | tegenstander uitslag | tegenstander uitslag | rang           |
| ---------------------------------------- | ----------- | --------------- | --------------- | -------------------- | -------------------- | ------------------------ | -------------------- | -------------------- | -------------------- | -------------- |
| Lei Chien-ying                           | individueel | 652             | 29              | Rendón W 7 - 1       | Kaufhold W 7 - 3     | Jeon H-y V 4 - 6         | niet geplaatst       | niet geplaatst       | niet geplaatst       | niet geplaatst |
| Chiu Yi-ching                            | individueel | 628             | 53              | Noda V 0 - 6         | niet geplaatst       | niet geplaatst           | niet geplaatst       | niet geplaatst       | niet geplaatst       | niet geplaatst |
| Li Tsai-chi                              | individueel | 646             | 40              | Marchenko V 4 - 6    | niet geplaatst       | niet geplaatst           | niet geplaatst       | niet geplaatst       | niet geplaatst       | niet geplaatst |
| Lei Chien-ying Chiu Yi-ching Li Tsai-chi | team        | 1926            | 9               | n.v.t.               | n.v.t.               | Verenigde Staten W 5 - 1 | Zuid-Korea V 2 - 6   | niet geplaatst       | niet geplaatst       | niet geplaatst |

Gemengd
| atleet                      | onderdeel | plaatsingsronde                        | plaatsingsronde | eerste ronde         | kwartfinale          | halve finale         | finale / BM          | finale / BM    |
| atleet                      | onderdeel | score                                  | rang            | tegenstander uitslag | tegenstander uitslag | tegenstander uitslag | tegenstander uitslag | rang           |
| --------------------------- | --------- | -------------------------------------- | --------------- | -------------------- | -------------------- | -------------------- | -------------------- | -------------- |
| Tai Yu-hsuan Lei Chien-ying | team      | =1317 SO Shoot-off Nederland W 19 - 18 | 16 q            | Zuid-Korea V 4 - 5   | niet geplaatst       | niet geplaatst       | niet geplaatst       | niet geplaatst |

### Breakdance
| Atleet   | Nickname | Onderdeel | Kwalificatie | Kwalificatie | Ronde 1                | Kwartfinale            | Halve finale           | Finale / BM            | Finale / BM    |
| Atleet   | Nickname | Onderdeel | Punten       | Rang         | Tegenstander Resultaat | Tegenstander Resultaat | Tegenstander Resultaat | Tegenstander Resultaat | Rang           |
| -------- | -------- | --------- | ------------ | ------------ | ---------------------- | ---------------------- | ---------------------- | ---------------------- | -------------- |
| Sun Chen | Quake    | B-Boys    | 26           | 3            | niet geplaatst         | niet geplaatst         | niet geplaatst         | niet geplaatst         | niet geplaatst |

### Gewichtheffen
Vrouwen
| atlete         | onderdeel | trekken | trekken | stoten | stoten | totaal | rang  |
| atlete         | onderdeel | score   | rang    | score  | rang   | totaal | rang  |
| -------------- | --------- | ------- | ------- | ------ | ------ | ------ | ----- |
| Fang Wan-ling  | -49 kg    | 86      | 5       | 107    | 8      | 193    | 6     |
| Kuo Hsing-chun | -59 kg    | 105     | 4       | 130    | 3      | 235    | Brons |
| Chen Wen-huei  | -71 kg    | 103     | 8       | 133    | 5      | 236    | 6     |

### Golf
Mannen
| atleet          | onderdeel | eerste ronde | tweede ronde | derde ronde | vierde ronde | totaal | totaal | totaal |
| atleet          | onderdeel | score        | score        | score       | score        | score  | par    | rang   |
| --------------- | --------- | ------------ | ------------ | ----------- | ------------ | ------ | ------ | ------ |
| Kevin Yu        | mannen    | 73           | 69           | 72          | 74           | 288    | +4     | 52     |
| Pan Cheng-tsung | mannen    | 69           | 65           | 72          | 70           | 276    | -8     | 18     |
| Chien Pei-yun   | vrouwen   | 76           | 71           | 71          | 68           | 286    | -2     | 18     |
| Hsu Wei-ling    | vrouwen   | 74           | 69           | 72          | 68           | 283    | -5     | 8      |

### Gymnastiek

#### Turnen
Mannen
| atleet         | onderdeel | kwalificatie | kwalificatie | kwalificatie | kwalificatie | kwalificatie | kwalificatie | kwalificatie | kwalificatie | finale  | finale  | finale  | finale  | finale  | finale  | finale | finale  |
| atleet         | onderdeel | toestel      | toestel      | toestel      | toestel      | toestel      | toestel      | totaal       | positie      | toestel | toestel | toestel | toestel | toestel | toestel | totaal | positie |
| atleet         | onderdeel | vloer        | voltige      | ringen       | sprong       | brug         | rekstok      | totaal       | positie      | vloer   | voltige | ringen  | sprong  | brug    | rekstok | totaal | positie |
| -------------- | --------- | ------------ | ------------ | ------------ | ------------ | ------------ | ------------ | ------------ | ------------ | ------- | ------- | ------- | ------- | ------- | ------- | ------ | ------- |
| Tang Chia-hung | rekstok   | n.v.t.       | n.v.t.       | n.v.t.       | n.v.t.       | n.v.t.       | 14,933       | n.v.t.       | 2 Q          | n.v.t.  | n.v.t.  | n.v.t.  | n.v.t.  | n.v.t.  | 13,966  | n.v.t. | Brons   |

Vrouwen
| Turnster(s)   | Onderdeel | Kwalificatie | Kwalificatie | Kwalificatie | Kwalificatie | Kwalificatie | Kwalificatie | Finale  | Finale  | Finale  | Finale         | Finale | Finale         |
| Turnster(s)   | Onderdeel | Toestel      | Toestel      | Toestel      | Toestel      | Totaal       | Plaats       | Toestel | Toestel | Toestel | Toestel        | Totaal | Plaats         |
| Turnster(s)   | Onderdeel | Sprong       | Brug         | Balk         | Vloer        | Totaal       | Plaats       | Sprong  | Brug    | Balk    | Vloer          | Totaal | Plaats         |
| ------------- | --------- | ------------ | ------------ | ------------ | ------------ | ------------ | ------------ | ------- | ------- | ------- | -------------- | ------ | -------------- |
| Ting Hua-tien | balk      | n.v.t.       | n.v.t.       | n.v.t.       | 12,533       | n.v.t.       | 50           | n.v.t.  | n.v.t.  | n.v.t.  | niet geplaatst | n.v.t. | niet geplaatst |

### Judo
Mannen
| atleet        | onderdeel | eerste ronde         | tweede ronde         | derde ronde          | kwartfinale          | halve finale         | herkansing           | finale / BM          | finale / BM    |
| atleet        | onderdeel | tegenstander uitslag | tegenstander uitslag | tegenstander uitslag | tegenstander uitslag | tegenstander uitslag | tegenstander uitslag | tegenstander uitslag | rang           |
| ------------- | --------- | -------------------- | -------------------- | -------------------- | -------------------- | -------------------- | -------------------- | -------------------- | -------------- |
| Yang Yung-wei | −60 kg    | n.v.t.               | bye                  | Carlino W 10 - 00    | Smetov V 00 - 01     | niet geplaatst       | Nagayama V 00 - 01   | niet geplaatst       | niet geplaatst |

Vrouwen
| atlete         | onderdeel | eerste ronde         | tweede ronde         | derde ronde            | kwartfinale          | halve finale         | herkansing           | finale / BM          | finale / BM    |
| atlete         | onderdeel | tegenstander uitslag | tegenstander uitslag | tegenstander uitslag   | tegenstander uitslag | tegenstander uitslag | tegenstander uitslag | tegenstander uitslag | rang           |
| -------------- | --------- | -------------------- | -------------------- | ---------------------- | -------------------- | -------------------- | -------------------- | -------------------- | -------------- |
| Lin Chen-Hao   | −48 kg    | n.v.t.               | Lasso W 10 - 00      | Abuzhakynova V 00 - 10 | niet geplaatst       | niet geplaatst       | niet geplaatst       | niet geplaatst       | niet geplaatst |
| Lien Chen-Ling | −57 kg    | n.v.t.               | Koroma W 10 - 00     | Perišić V 00 - 01      | niet geplaatst       | niet geplaatst       | niet geplaatst       | niet geplaatst       | niet geplaatst |

### Kanovaren

#### Kayak Cross
| atleet        | onderdeel      | tijdrit | tijdrit | ronde 1 | herkansingen | series | kwartfinale    | halve finale   | finale         | finale |
| atleet        | onderdeel      | tijd    | rang    | rang    | rang         | rang   | rang           | rang           | rang           | rang   |
| ------------- | -------------- | ------- | ------- | ------- | ------------ | ------ | -------------- | -------------- | -------------- | ------ |
| Wu Shao-hsuan | KX-1 (mannen)  | 82.73   | 36      | 3 H     | 2 Q          | 3      | niet geplaatst | niet geplaatst | niet geplaatst | 23     |
| Chang Chu-han | KX-1 (vrouwen) | 76.58   | 23      | 3 H     | 2 Q          | 4      | niet geplaatst | niet geplaatst | niet geplaatst | 30     |

#### Slalom
Mannen
| atleet        | onderdeel  | series | series | series | series | series    | series | halve finale   | halve finale   | finale         | finale         |
| atleet        | onderdeel  | run 1  | rang   | run 2  | rang   | beste run | rang   | tijd           | rang           | tijd           | rang           |
| ------------- | ---------- | ------ | ------ | ------ | ------ | --------- | ------ | -------------- | -------------- | -------------- | -------------- |
| Wu Shao-hsuan | K-1 slalom | 101,22 | 20     | 99,45  | 19     | 99,45     | 23     | niet geplaatst | niet geplaatst | niet geplaatst | niet geplaatst |

Vrouwen
| atlete        | onderdeel  | series | series | series | series | series    | series | halve finale   | halve finale   | finale         | finale         |
| atlete        | onderdeel  | run 1  | rang   | run 2  | rang   | beste run | rang   | tijd           | rang           | tijd           | rang           |
| ------------- | ---------- | ------ | ------ | ------ | ------ | --------- | ------ | -------------- | -------------- | -------------- | -------------- |
| Chang Chu-han | K-1 slalom | 109,92 | 22     | 117,93 | 24     | 109,92    | 23     | niet geplaatst | niet geplaatst | niet geplaatst | niet geplaatst |

#### Sprint
Mannen
| atleet         | onderdeel  | series  | series | kwartfinale | kwartfinale | halve finale   | halve finale   | finale         | finale         |
| atleet         | onderdeel  | tijd    | rang   | tijd        | rang        | tijd           | rang           | tijd           | rang           |
| -------------- | ---------- | ------- | ------ | ----------- | ----------- | -------------- | -------------- | -------------- | -------------- |
| Lai Kuan-chieh | C-1 1000 m | 4.01,26 | 4      | 3.58,79     | 4           | niet geplaatst | niet geplaatst | niet geplaatst | niet geplaatst |

### Schermen
Mannen
| atleet       | onderdeel | eerste ronde         | tweede ronde         | derde ronde          | kwartfinale          | halve finale         | finale / BM          | finale / BM    |
| atleet       | onderdeel | tegenstander uitslag | tegenstander uitslag | tegenstander uitslag | tegenstander uitslag | tegenstander uitslag | tegenstander uitslag | rang           |
| ------------ | --------- | -------------------- | -------------------- | -------------------- | -------------------- | -------------------- | -------------------- | -------------- |
| Chen Yi-tung | floret    | Wakim W 15 - 13      | Lefort V 12 - 15     | niet geplaatst       | niet geplaatst       | niet geplaatst       | niet geplaatst       | niet geplaatst |

### Schietsport
Mannen
| atleet        | onderdeel | kwalificaties | kwalificaties | finale         | finale         |
| atleet        | onderdeel | punten        | rang          | punten         | rang           |
| ------------- | --------- | ------------- | ------------- | -------------- | -------------- |
| Lee Meng-yuan | skeet     | 124           | 3 Q           | 45             | Brons          |
| Yang Kun-pi   | trap      | 121           | 12            | niet geplaatst | niet geplaatst |

Vrouwen
| atlete         | onderdeel         | kwalificaties | kwalificaties | finale         | finale         |
| atlete         | onderdeel         | punten        | rang          | punten         | rang           |
| -------------- | ----------------- | ------------- | ------------- | -------------- | -------------- |
| Liu Heng-yu    | 10 m luchtpistool | 573           | 13            | niet geplaatst | niet geplaatst |
| Yu Ai-wen      | 10 m luchtpistool | 564           | 35            | niet geplaatst | niet geplaatst |
| Tien Chia-chen | 25 m pistool      | 581           | 16            | niet geplaatst | niet geplaatst |
| Wu Chia-ying   | 25 m pistool      | 572           | 31            | niet geplaatst | niet geplaatst |
| Lin Yi-chun    | trap              | 110           | 26            | niet geplaatst | niet geplaatst |
| Liu Wan-yu     | trap              | 112           | 25            | niet geplaatst | niet geplaatst |

### Taekwondo
Vrouwen
| atleet       | onderdeel | kwalificatie         | eerste ronde         | kwartfinale          | halve finale         | herkansing           | finale / BM          | finale / BM    |
| atleet       | onderdeel | tegenstander uitslag | tegenstander uitslag | tegenstander uitslag | tegenstander uitslag | tegenstander uitslag | tegenstander uitslag | rang           |
| ------------ | --------- | -------------------- | -------------------- | -------------------- | -------------------- | -------------------- | -------------------- | -------------- |
| Lo Chia-ling | -57 kg    | Aoun V 0 - 2         | niet geplaatst       | niet geplaatst       | niet geplaatst       | niet geplaatst       | niet geplaatst       | niet geplaatst |

### Tafeltennis
Mannen
| atleet                                    | onderdeel | voorronde            | eerste ronde         | tweede ronde         | derde ronde          | kwartfinale          | halve finale         | finale / BM          | finale / BM    |
| atleet                                    | onderdeel | tegenstander uitslag | tegenstander uitslag | tegenstander uitslag | tegenstander uitslag | tegenstander uitslag | tegenstander uitslag | tegenstander uitslag | rang           |
| ----------------------------------------- | --------- | -------------------- | -------------------- | -------------------- | -------------------- | -------------------- | -------------------- | -------------------- | -------------- |
| Kao Cheng-jui                             | enkelspel | bye                  | Alamian W 4 - 1      | Ionescu W 4 - 1      | Möregårdh V 1 - 4    | niet geplaatst       | niet geplaatst       | niet geplaatst       | niet geplaatst |
| Lin Yun-ju                                | enkelspel | bye                  | Afanador W 4 - 1     | Gaćina W 4 - 0       | Jorgić W 4 - 0       | F Lebrun V 3 - 4     | niet geplaatst       | niet geplaatst       | niet geplaatst |
| Chuang Chih-yuan Kao Cheng-jui Lin Yun-ju | team      | n.v.t.               | n.v.t.               | n.v.t.               | Egypte W 3 - 0       | Japan V 1 - 3        | niet geplaatst       | niet geplaatst       | niet geplaatst |

Vrouwen
| atleet                                     | onderdeel | voorronde            | eerste ronde         | tweede ronde         | derde ronde          | kwartfinale          | halve finale         | finale / BM    | finale / BM    |
| atleet                                     | onderdeel | tegenstander uitslag | tegenstander uitslag | tegenstander uitslag | tegenstander uitslag | tegenstander uitslag | tegenstander uitslag | rang           |                |
| ------------------------------------------ | --------- | -------------------- | -------------------- | -------------------- | -------------------- | -------------------- | -------------------- | -------------- | -------------- |
| Cheng I-ching                              | enkelspel | bye                  | Hanffou W 4 - 0      | Samara W 4 - 2       | Bajor W 4 - 0        | Sun Y V 0 - 4        | niet geplaatst       | niet geplaatst | niet geplaatst |
| Chien Tung-chuan                           | enkelspel | bye                  | Zhu C V 0 - 4        | niet geplaatst       | niet geplaatst       | niet geplaatst       | niet geplaatst       | niet geplaatst | niet geplaatst |
| Chen Szu-yu Cheng I-ching Chien Tung-chuan | team      | n.v.t.               | n.v.t.               | n.v.t.               | Australië W 3 - 0    | China V 0 - 3        | niet geplaatst       | niet geplaatst | niet geplaatst |

Gemengd
| atleet                 | onderdeel | eerste ronde               | kwartfinale            | halve finale         | finale / BM          | finale / BM    |
| atleet                 | onderdeel | tegenstander uitslag       | tegenstander uitslag   | tegenstander uitslag | tegenstander uitslag | rang           |
| ---------------------- | --------- | -------------------------- | ---------------------- | -------------------- | -------------------- | -------------- |
| Lin Yun-ju Chen Szu-yu | dubbel    | A Lebrun - Jia N Y W 4 - 2 | Wang C - Sun Y V 2 - 4 | niet geplaatst       | niet geplaatst       | niet geplaatst |

### Tennis
Vrouwen
| atlete                      | onderdeel  | eerste ronde                      | tweede ronde               | kwartfinale                           | halve finale         | finale / BM          | finale / BM    |
| atlete                      | onderdeel  | tegenstander uitslag              | tegenstander uitslag       | tegenstander uitslag                  | tegenstander uitslag | tegenstander uitslag | rang           |
| --------------------------- | ---------- | --------------------------------- | -------------------------- | ------------------------------------- | -------------------- | -------------------- | -------------- |
| Hsieh Su-wei Tsao Chia-yi   | dubbelspel | Begu - Niculescu W 7-6[7-2], 7-5  | Kostyuk - Yasteremska W WO | Muchová - Nosková V 6-1, 4-6, [12-14] | niet geplaatst       | niet geplaatst       | niet geplaatst |
| Chan Hao-ching Latisha Chan | dubbelspel | Krejčíková - Siniaková V 4-6, 0-6 | niet geplaatst             | niet geplaatst                        | niet geplaatst       | niet geplaatst       | niet geplaatst |

### Zwemmen
Mannen
| atleet         | onderdeel         | series  | series | halve finale | halve finale | finale         | finale         |
| atleet         | onderdeel         | tijd    | rang   | tijd         | rang         | tijd           | rang           |
| -------------- | ----------------- | ------- | ------ | ------------ | ------------ | -------------- | -------------- |
| Wang Kuan-hung | 200 m vlinderslag | 1.55,32 | 8 Q    | 1.55,07      | 11           | niet geplaatst | niet geplaatst |

Vrouwen
| atleet     | onderdeel        | series | series | halve finale   | halve finale   | finale         | finale         |
| atleet     | onderdeel        | tijd   | rang   | tijd           | rang           | tijd           | rang           |
| ---------- | ---------------- | ------ | ------ | -------------- | -------------- | -------------- | -------------- |
| Han An-chi | 200 m wisselslag | DSQ    | DSQ    | niet geplaatst | niet geplaatst | niet geplaatst | niet geplaatst |